# Integración latinoamericana

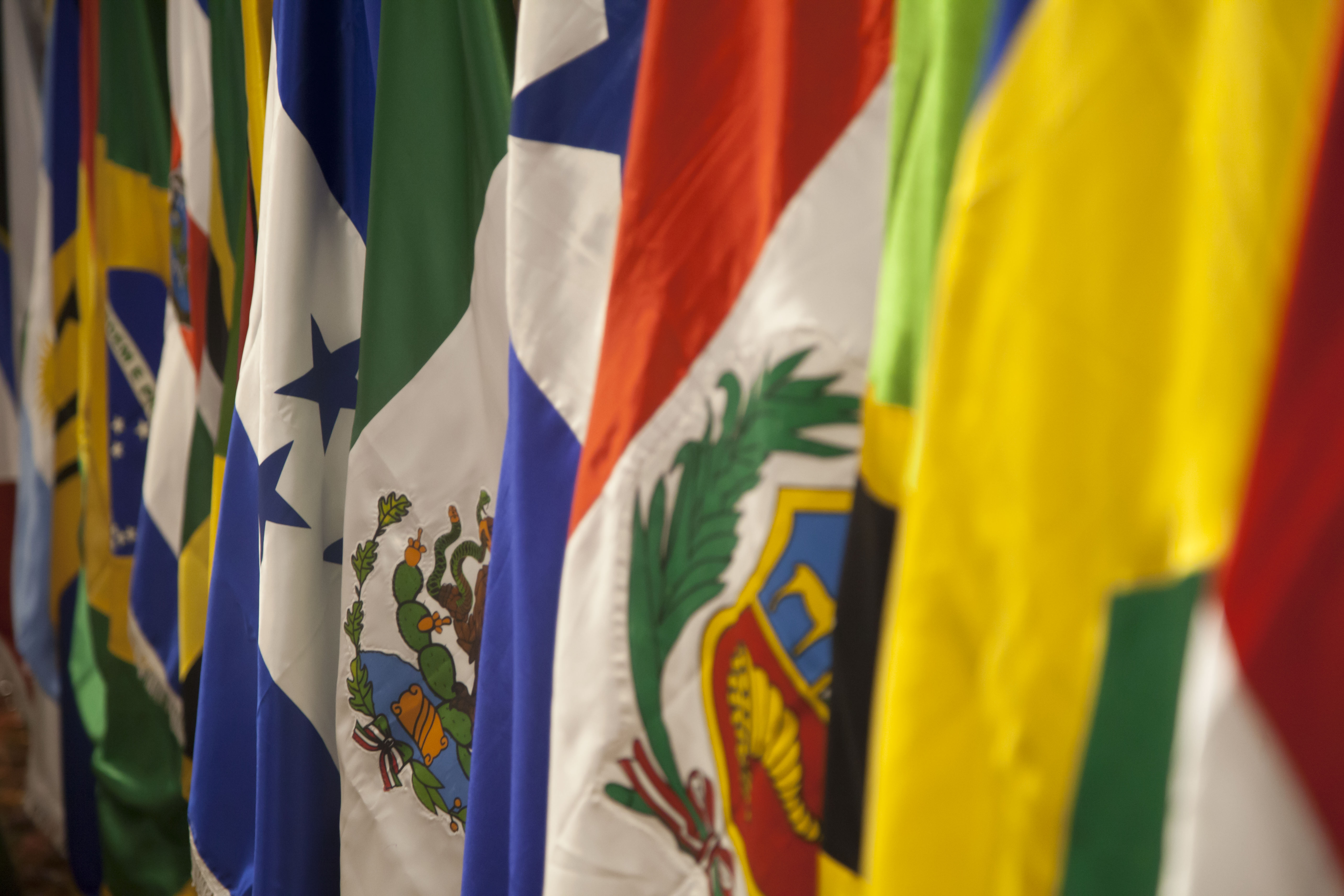
Banderas de diversos países latinoamericanos durante una reunión de la Comunidad de Estados Latinoamericanos y Caribeños (2015).

La integración latinoamericana (o latinoamericanismo), inspirada en la integración europea, es un movimiento político y social que aboga por una estrecha coordinación, relación, asociación y cooperación entre los países de América Latina, desde México hasta Argentina y Chile, acorde a sus similitudes políticas, económicas, sociales, culturales, religiosas, lingüísticas, ideológicas y geográficas, entre otras.
Consiste en un conjunto de acciones cuya finalidad es consolidar la comunicación de los países mediante una unión económica y política, abogando por una estrecha coordinación, compartiendo sus soberanías nacionales y cediendo parte de sus atribuciones de gobierno (en mayor o menor medida, dependiendo del grado de supranacionalidad) a entes superiores, como es el caso de la Unión Europea. Tal movimiento político surgió de lo experimentado en Europa con el éxito de la integración europea, el europeísmo y en menor medida del federalismo europeo. Se ha discutido también la creación de la unión Latinoamericana. 
Aún habiendo existido numerosos intentos de llevar a cabo una integración del continente, hasta la actualidad no habido éxito con ninguna de las organizaciones creadas, provocando solapamiento entre ellas o duplicidades en funciones.
La región, de 20 038 800 kilómetros cuadrados (7 737 000 millas cuadradas), cuenta con más de 650 000 000 habitantes (2019) repartidos en 20 estados soberanos y 7 territorios dependientes, en los que se habla principalmente el español y portugués.

## Etapas históricas

### SigloXIX
Finalizada la primera fase de la lucha de la independencia en las colonias españolas de América, hubo varios intentos de confederación entre las nuevas repúblicas, como la Gran Colombia (1819-1831), las Provincias Unidas del Centro de América (1823-1824), la República Federal de Centro América (1824-1839) y la Confederación Perú-Boliviana (1836-1839), pero todas fracasaron por la propia naturaleza de la crisis de la independencia y consecuentemente con las pugnas políticas, las guerras civiles, las intervenciones extranjeras y el recelo de las clases gobernantes a perder el poder.
Así, no se pudo llevar a cabo el proyecto federativo que el Libertador Simón Bolívar promovió en 1826 en el Congreso de Panamá, el primero de una serie de congresos de unión y confederación latinoamericana que tienen lugar infructuosamente a lo largo del siglo XIX: congreso de Lima (1847-1848), congreso de Santiago de Chile (1856-1857) y segundo congreso de Lima (1864-1865).
Estados Unidos aprovechó la falta de éxito de estos intentos de integración latinoamericanos para convocar en 1889 en Washington la Primera Conferencia Panamericana, dando lugar a la creación en 1890 de la Unión Panamericana, bajo el control de Estados Unidos y la congregación de México.

### SigloXX

Miembros de Aladi, Mercosur, Comunidad Andina y Alianza del Pacífico

Las Conferencias Panamericanas, impulsadas por Estados Unidos, van conformando en la primera mitad del siglo XX un sistema de cooperación comercial y técnico de los países de América, así como la creación de una legislación y diplomacia hemisférica dentro del llamado «sistema interamericano», encarnado en la Organización de Estados Americanos (OEA), heredera de la Unión Panamericana de 1890, que se crea en la Conferencia Panamericana de Bogotá en 1948. 
Desmarcándose del control ejercido por Estados Unidos sobre la OEA, los países latinoamericanos elaboraron organismos de integración propios, entre los que destacan la Asociación Latinoamericana de Libre Comercio (ALALC), la Asociación Latinoamericana de Integración (ALADI, 1960-1980) o el Sistema Económico Latinoamericano y del Caribe (SELA, 1975), y organizaciones intergubernamentales como la Comunidad Andina de Naciones (CAN, 1969) y el Mercado Común del Sur (Mercosur, 1991).

### SigloXXI

Entidades subregionales de Latinoamérica y el Caribe

La creación de la Alianza Bolivariana para los Pueblos de Nuestra América (ALBA, 2004) fomenta proyectos de unidad en América Latina. En este marco se han concretado acuerdos energéticos, económicos, políticos, culturales y sociales. Uno de los principales defensores del proyecto fue el entonces presidente venezolano Hugo Chávez.
Otros líderes que han demostrado esfuerzos para la integración regional e internacional y el refuerzo de la integración interna de latinoamericana y el Caribe son Néstor Kirchner y Cristina Fernández (Argentina), Michelle Bachelet (Chile), Evo Morales (Bolivia), Fidel Castro (Cuba), Luiz Inácio Lula da Silva (Brasil), Daniel Ortega (Nicaragua), Rafael Correa (Ecuador) y José Mujica (Uruguay). Dichos esfuerzos han desembocado en la creación de la Unión de Naciones Suramericanas (UNASUR, 2008) y de la Comunidad de Estados Latinoamericanos y Caribeños (CELAC, 2010)

## Factores

### Identidad
Los estados de América Latina comparten, en mayor o menor medida, períodos históricos similares: conquista, colonización e independencia. Tras la independencia la mayoría de los países tuvieron inestabilidad política que terminó en gobiernos autoritarios de tendencia conservadora. Luego de luchas no siempre pacíficas se impusieron gobiernos liberales durante gran parte del siglo XIX. El siglo XX vio aparecer en todos los países las clases medias y las luchas sociales de los marginados en contra de las oligarquías gobernantes. Tras la Primera Guerra Mundial hubo dictaduras militares o gobiernos populistas. Durante los años 1960 surgieron grupos guerrilleros y nuevas dictaduras militares orientadas desde la Escuela de las Américas y en los años 1990 un proceso inverso de surgimientos de democracias. Estos y otros procesos comunes (como las migraciones) dejan a los latinoamericanos la noción de pertenecer a la misma Patria Grande.

### Idioma
La mayoría de esta región está integrada por países de habla hispana, mientras que una minoría lo conforman países o territorios de habla portuguesa (Brasil), inglesa  (Belice, Bahamas, etc.), francesa (Haití, Guyana Francesa) y neerlandesa (Surinam). Cuando una gran cantidad de países hablan un mismo idioma, más fáciles se llevan a cabo las relaciones diplomáticas, económicas y políticas, ya que los dialectos en común facilitan el entendimiento.

## Organismos regionales

### Organismos de América Latina y el Caribe
| Organismo                                                                                    | Organismo                                                                                    | Año de formación    | Sede             | Superficie (km²) | Población (est. 2020) | Miembros | Notas |
| -------------------------------------------------------------------------------------------- | -------------------------------------------------------------------------------------------- | ------------------- | ---------------- | ---------------- | --- | --- | --- |
| Comunidad de Estados Latinoamericanos y Caribeños (CELAC)                                    | Comunidad de Estados Latinoamericanos y Caribeños (CELAC)                                    | 2010                | -                | 20 455 701       | 650 017 000 | 33 · Antigua y Barbuda · Argentina · Bahamas · Barbados · Belice · Bolivia · Brasil · Chile · Colombia · Costa Rica · Cuba · Dominica · Ecuador · El Salvador · Granada · Guatemala · Guyana · Haití · Honduras · Jamaica · México · Nicaragua · Paraguay · Perú · República Dominicana · San Cristóbal y Nieves · Santa Lucía · San Vicente y las Granadinas · Surinam · Trinidad y Tobago · Uruguay · Venezuela | |
| Sistema Económico Latinoamericano y del Caribe (SELA)                                        | Sistema Económico Latinoamericano y del Caribe (SELA)                                        | 1975                | Caracas          | 20 436 650       | 648 862 000 | 28 · Argentina · Bahamas · Barbados · Belice · Bolivia · Brasil · Chile · Colombia · Costa Rica · Cuba · Ecuador · El Salvador · Granada · Guatemala · Guyana · Haití · Honduras · Jamaica · México · Nicaragua · Paraguay · Perú · República Dominicana · Surinam · Trinidad y Tobago · Uruguay · Venezuela | |
| Organización Latinoamericana de Energía (OLADE)                                              | Organización Latinoamericana de Energía (OLADE)                                              | 1973                | Quito            | 20 422 770       | 648 469 000 | 27 · Argentina · Barbados · Belice · Bolivia · Brasil · Chile · Colombia · Costa Rica · Cuba · Ecuador · El Salvador · Granada · Guatemala · Guyana · Haití · Honduras · Jamaica · México · Nicaragua · Paraguay · Perú · República Dominicana · Surinam · Trinidad y Tobago · Uruguay · Venezuela | |
| Organismo para la Proscripción de las Armas Nucleares en América Latina y el Caribe (OPANAL) | Organismo para la Proscripción de las Armas Nucleares en América Latina y el Caribe (OPANAL) | 1969                |                  |                  | | 21 · Argentina · Bolivia · Brasil · Chile · Colombia · Costa Rica · República Dominicana · Ecuador · El Salvador · Guatemala · Haití · Honduras · Jamaica · México · Nicaragua · Paraguay · Perú · Trinidad y Tobago · Uruguay · Venezuela | |
| Parlamento Latinoamericano (Parlatino)                                                       | Parlamento Latinoamericano (Parlatino)                                                       | 1964                | Ciudad de Panamá | 20 140 850       | 631 435 000 | 23 · Aruba ( Países Bajos) · Argentina · Bolivia · Brasil · Chile · Colombia · Costa Rica · Cuba · Curazao ( Países Bajos) · Ecuador · El Salvador · Guatemala · Honduras · México · Nicaragua · Paraguay · Perú · República Dominicana · San Martín ( Países Bajos) · Surinam · Uruguay · Venezuela | |
| Grupo de Acción Financiera de Latinoamérica (GAFILAT)                                        | Grupo de Acción Financiera de Latinoamérica (GAFILAT)                                        | 2006                | Buenos Aires     | 19 043 281       | 595 612 000 | 17 · Argentina · Bolivia · Brasil · Chile · Colombia · Costa Rica · Cuba · Ecuador · Guatemala · Honduras · México · Nicaragua · Paraguay · Perú · República Dominicana · Uruguay | |
| Asociación Latinoamericana de Integración (ALADI)                                            | Asociación Latinoamericana de Integración (ALADI)                                            | 1980                | Montevideo       | 19 504 212       | 573 660 000 | 13 · Argentina · Bolivia · Brasil · Chile · Colombia · Cuba · Ecuador · México · Paraguay · Perú · Uruguay · Venezuela | Observadores · Costa Rica · El Salvador · Guatemala · Honduras · Nicaragua (en proceso de incorporación) · República Dominicana |
| Unión de Naciones Suramericanas (UNASUR)                                                     | Unión de Naciones Suramericanas (UNASUR)                                                     | 2004                | Cochabamba       |                  | | 8 · Argentina (readmitido en 2023) · Brasil (readmitido en 2023) · Bolivia · Colombia (readmitido en 2023) · Guyana · Perú (suspendido) · Surinam · Venezuela | Observadores · México · Antiguos miembros · Chile (hasta 2019) · Ecuador (hasta 2019) · Paraguay (hasta 2019) · Uruguay (hasta 2020) |
| Foro para el Progreso de América del Sur (Prosur)                                            | Foro para el Progreso de América del Sur (Prosur)                                            | 2019                | -                | 15 521 147       | 388 075 247 | 8 · Argentina · Brasil · Colombia · Ecuador · Guyana · Paraguay · Perú · Surinam | Observadores · Bolivia · Uruguay Antiguos miembros · Chile (hasta 2022) |
| Organización del Tratado de Cooperación Amazónica (OTCA)                                     | Organización del Tratado de Cooperación Amazónica (OTCA)                                     | 1995                | Brasilia         | 13 612 877       | 355 540 000 | 8 · Bolivia · Brasil · Colombia · Ecuador · Guyana · Perú · Surinam · Venezuela | |
| Banco del Sur (BancoSur)                                                                     | Banco del Sur (BancoSur)                                                                     | 2007                | Caracas          | 14 173 329       | 326 114 000 | 7 · Argentina · Bolivia · Brasil · Ecuador · Paraguay · Uruguay · Venezuela | |
| Asociación de Estados del Caribe (AEC)                                                       | Asociación de Estados del Caribe (AEC)                                                       | 1994                | Puerto España    | 5 136 512,6      | 299 614 000 | 25 · Antigua y Barbuda · Bahamas · Barbados · Belice · Colombia · Costa Rica · Cuba · Dominica · El Salvador · Granada · Guatemala · Guyana · Haití · Honduras · Jamaica · México · Nicaragua · República Dominicana · San Cristóbal y Nieves · Santa Lucía · San Vicente y las Granadinas · Surinam · Trinidad y Tobago · Venezuela                                                                              | Asociados · Aruba ( Países Bajos) · Curazao ( Países Bajos) · Guadalupe ( Francia) · Martinica ( Francia) · San Martín ( Francia) · San Martín ( Países Bajos) |
| Mercado Común del Sur (Mercosur)                                                             | Mercado Común del Sur (Mercosur)                                                             | 1991                | Montevideo       | 12 791 187       | 296 798 000 | 5 · Argentina · Brasil · Paraguay · Uruguay · Venezuela (suspendido) | Asociados · Bolivia (en proceso de incorporación) · Chile · Colombia · Ecuador · Guyana · Perú · Surinam |
| Comité Intergubernamental Coordinador de los Países de la Cuenca del Plata (CIC Plata)       | Comité Intergubernamental Coordinador de los Países de la Cuenca del Plata (CIC Plata)       | 1968                | Buenos Aires     | 12 977 718       | 280 035 000 | 5 · Argentina · Bolivia · Brasil · Paraguay · Uruguay | |
| Proyecto de Integración y Desarrollo de Mesoamérica (PM)                                     | Proyecto de Integración y Desarrollo de Mesoamérica (PM)                                     | 2008                | San Salvador     | 3 673 831        | 241 403 000 | 10 · Belice · Colombia · Costa Rica · El Salvador · Guatemala · Honduras · México · Nicaragua · República Dominicana | |
| Alianza del Pacífico (AP)                                                                    | Alianza del Pacífico (AP)                                                                    | 2011                | -                | 5 144 603        | 231 904 000 | 4 · Chile · Colombia · México · Perú | Observadores · Argentina · Costa Rica (en proceso de incorporación) · Ecuador (en proceso de incorporación) · El Salvador · Guatemala (en proceso de incorporación) · Haití · Honduras · (en proceso de incorporación) · Paraguay · República Dominicana · Trinidad y Tobago · Uruguay |
| Sistema Andino de Integración (SAI)                                                          |                                                                                              |                     |                  |                  | | | |
| Organismo Andino de Salud (ORAS)                                                             | 1971                                                                                         | Lima                | 5 474 420        | 160 723 000      | 6 · Bolivia · Chile · Colombia · Ecuador · Perú · Venezuela | | |
| Fondo Latinoamericano de Reservas (FLAR)                                                     | 1988                                                                                         | Bogotá              | 5 352 385        | 157 308 000      | 8 · Bolivia · Colombia · Costa Rica · Ecuador · Paraguay · Perú · Uruguay · Venezuela | | |
| Corporación Andina de Fomento (CAF)                                                          | 1968                                                                                         | Caracas             | 4 718 318        | 141 607 000      | 5 · Bolivia · Colombia · Ecuador · Perú · Venezuela | Participantes menores · Argentina · Barbados · Brasil · Chile · Costa Rica · Jamaica · México · Paraguay · República Dominicana · Trinidad y Tobago · Uruguay | |
| Universidad Andina Simón Bolívar (UASB)                                                      | 1985                                                                                         | Sucre               | 4 718 318        | 141 607 000      | 5 · Bolivia · Colombia · Ecuador · Perú · Venezuela | | |
| Convenio Sociolaboral Simón Rodríguez                                                        | 2001                                                                                         | -                   | 4 718 318        | 141 607 000      | 5 · Bolivia · Colombia · Ecuador · Perú · Venezuela | | |
| Parlamento Andino                                                                            | 1979                                                                                         | Bogotá              | 4 562 370        | 132 287 000      | 5 · Bolivia · Chile · Colombia · Ecuador · Perú | Observadores · México · Antiguos miembros · Venezuela (hasta 2006) | |
| Comunidad Andina (CAN)                                                                       | 1969                                                                                         | Lima                | 3 806 268        | 113 171 000      | 4 · Bolivia · Colombia · Ecuador · Perú | Asociados · Argentina · Brasil · Chile · Paraguay · Uruguay · Observadores · México · Antiguos miembros · Venezuela (hasta 2006) · Chile (hasta 1976) | |
| Tribunal de Justicia de la Comunidad Andina (TJCA)                                           | 1979                                                                                         | Quito               | 3 806 268        | 113 171 000      | 4 · Bolivia · Colombia · Ecuador · Perú | | |
| Petrocaribe                                                                                  | Petrocaribe                                                                                  | 2005                | -                | 1 744 341,6      | 90 787 000 | 18 · Antigua y Barbuda · Bahamas · Belice · Cuba · El Salvador · Dominica · Granada · Guyana · Haití · Honduras · Jamaica · Nicaragua · San Cristóbal y Nieves · Santa Lucía · San Vicente y las Granadinas · República Dominicana · Surinam · Venezuela | Observadores · Bolivia · Ecuador |
| Sistema de Integración Centroamericana (SICA)                                                |                                                                                              |                     |                  |                  | | | |
| SICA                                                                                         | 1991                                                                                         | San Salvador        | 570 546          | 61 587 000       | 8 · Belice · Costa Rica · El Salvador · Guatemala · Honduras · Nicaragua · República Dominicana | Observadores · Argentina · Brasil · Chile · Colombia · Ecuador · México · Perú · Uruguay | |
| Parlamento Centroamericano (Parlacen)                                                        | 1991                                                                                         | Ciudad de Guatemala | 496 480          | 56 095 000       | 6 · El Salvador · Guatemala · Honduras · Nicaragua · República Dominicana | Observadores · Chiapas ( México) · Puerto Rico ( Estados Unidos) · Venezuela · intentó dejar la organización en 2009. | |
| Banco Centroamericano de Integración Económica (BCIE)                                        | 1960                                                                                         | Tegucigalpa         | 423 490          | 46 026 000       | 5 · Costa Rica · El Salvador · Guatemala · Honduras · Nicaragua | Beneficiarios · Belice · Miembros extrarregionales · Argentina · Colombia · Cuba · México · República Dominicana | |
| Mercado Común Centroamericano (MCCA)                                                         | 1960                                                                                         | -                   | 423 490          | 46 026 000       | 5 · Costa Rica · El Salvador · Guatemala · Honduras · Nicaragua | | |
| Convenio centroamericano de libre movilidad (CA-4)                                           | 2006                                                                                         | -                   | 372 390          | 40 932 000       | 4 · El Salvador · Guatemala · Honduras · Nicaragua | | |
| Corte Centroamericana de Justicia (CCJ)                                                      | 1994                                                                                         | Managua             | 263 501          | 23 016 000       | 3 · El Salvador · Honduras · Nicaragua | | |
| Alianza Bolivariana para los Pueblos de Nuestra América (ALBA)                               |                                                                                              |                     |                  |                  | | | |
| ALBA                                                                                         | 2004                                                                                         | Caracas             | 2 254 664,6      | 58 692 000       | 9 · Antigua y Barbuda · Bolivia · Cuba · Dominica · Granada · Nicaragua · San Cristóbal y Nieves · Santa Lucía · San Vicente y las Granadinas · Venezuela                                              | En proceso de incorporación · Surinam · Antiguos miembros · Ecuador (hasta 2018) · Honduras (hasta 2010) | |
| Banco del Alba (BANALBA)                                                                     | 2008                                                                                         | Caracas             | 2 254 059,6      | 58 342 000       | 7 · Antigua y Barbuda · Bolivia · Cuba · Dominica · Nicaragua · San Vicente y las Granadinas · Venezuela                                                                                               | | |
| Banco de Desarrollo del Caribe (CDB)                                                         | Banco de Desarrollo del Caribe (CDB)                                                         | 1969                | Bridgetown       | 464 293,6        | 18 962 000 | 19 Anguila ( Reino Unido) Antigua y Barbuda Bahamas Barbados Belice Islas Caimán ( Reino Unido) Dominica Granada Guyana Haití Jamaica Montserrat ( Reino Unido) San Cristóbal y Nieves Santa Lucía San Vicente y las Granadinas Surinam Trinidad y Tobago Islas Turcas y Caicos ( Reino Unido) Islas Vírgenes Británicas ( Reino Unido)                                                                           | Donantes · Brasil · Colombia · México · Venezuela |
| Comunidad del Caribe (CARICOM)                                                               |                                                                                              |                     |                  |                  | | | |
| CARICOM                                                                                      | 1973                                                                                         | Georgetown          | 462 839,6        | 18 851 000       | 15 Antigua y Barbuda Bahamas Barbados Belice Dominica Granada Guyana Haití Jamaica Montserrat ( Reino Unido) San Cristóbal y Nieves Santa Lucía San Vicente y las Granadinas Surinam Trinidad y Tobago | Asociados · Anguila ( Reino Unido) · Bermudas ( Reino Unido) · Islas Caimán ( Reino Unido) · Islas Turcas y Caicos ( Reino Unido) · Islas Vírgenes Británicas ( Reino Unido) · Observadores · Aruba ( Países Bajos) · Colombia · Curazao ( Países Bajos) · México · Puerto Rico ( Estados Unidos) · República Dominicana · San Martín ( Países Bajos) · Venezuela                                                 | |
| Economía y Mercado Único de CARICOM (CSME)                                                   | 1990                                                                                         | -                   | 421 107,6        | 7 050 000        | 12 Antigua y Barbuda Barbados Belice Dominica Granada Guyana Jamaica San Cristóbal y Nieves Santa Lucía San Vicente y las Granadinas Surinam Trinidad y Tobago                                         | | |
| Corte de Justicia del Caribe (CCJ)                                                           | 2005                                                                                         | Puerto España       | 421 107,6        | 7 050 000        | 12 Antigua y Barbuda Barbados Belice Dominica Granada Guyana Jamaica San Cristóbal y Nieves Santa Lucía San Vicente y las Granadinas Surinam Trinidad y Tobago                                         | La Corte ejerce jurisdicción plena en Barbados, Belice, Dominica y Guyana. | |
| Universidad de las Indias Occidentales (UWI)                                                 | Universidad de las Indias Occidentales (UWI)                                                 | 1948                | Kingston         | 57 808,6         | 6 247 000 | 17 Anguila ( Reino Unido) Antigua y Barbuda Bahamas Barbados Belice Bermudas ( Reino Unido) Islas Caimán ( Reino Unido) Dominica Granada Jamaica Montserrat ( Reino Unido) San Cristóbal y Nieves Santa Lucía San Vicente y las Granadinas Trinidad y Tobago Islas Turcas y Caicos ( Reino Unido) Islas Vírgenes Británicas ( Reino Unido)                                                                        | |
| Sistema Regional de Seguridad (SRS)                                                          | Sistema Regional de Seguridad (SRS)                                                          | 1982                | Christ Church    | 3 233,6          | 918 000 | 7 Antigua y Barbuda Barbados Dominica Granada San Cristóbal y Nieves Santa Lucía San Vicente y las Granadinas | |
| Organización de Estados del Caribe Oriental (OECS)                                           |                                                                                              |                     |                  |                  | | | |
| Suprema Corte del Caribe Oriental (ECSC)                                                     | 1967                                                                                         | Castries            | 3 147,6          | 681 000          | 9 Anguila ( Reino Unido) Antigua y Barbuda Dominica Granada Montserrat ( Reino Unido) San Cristóbal y Nieves Santa Lucía San Vicente y las Granadinas Islas Vírgenes Británicas ( Reino Unido)         | | |
| OECS                                                                                         | 1981                                                                                         | Castries            | 2 905,6          | 636 000          | 7 Antigua y Barbuda Dominica Granada Montserrat ( Reino Unido) San Cristóbal y Nieves Santa Lucía San Vicente y las Granadinas                                                                         | Asociados Anguila ( Reino Unido) Guadalupe ( Francia) Martinica ( Francia) Islas Vírgenes Británicas ( Reino Unido) | |

## Países

### Estados Soberanos
| País                         | Escudo | Código ISO 3166-1 | Superficie (km²) | Población (est. 2017) | Capital             | Idiomas oficiales        | Moneda                                                    | Ubicación |
| ---------------------------- | ------ | ----------------- | ---------------- | --------------------- | ------------------- | ------------------------ | --------------------------------------------------------- | --------- |
| Antigua y Barbuda            |        | ATG               | 442              | 94 731                | Saint John's        | Inglés                   | Dólar del Caribe-Este(EC$, XCD).                          |           |
| Argentina                    |        | ARG               | 2 780 400        | 44 293 293            | Buenos Aires        | Español                  | Peso argentino($, ARS).                                   |           |
| Bahamas                      |        | BHS               | 13 880           | 329 988               | Nasáu               | Inglés                   | Dólar bahameño(B$, BSD).                                  |           |
| Barbados                     |        | BRB               | 430              | 292 336               | Bridgetown          | Inglés                   | Dólar barbadense($, BBD).                                 |           |
| Belice                       |        | BLZ               | 22 966           | 360 346               | Belmopán            | Inglés                   | Dólar beliceño($, BZD)                                    |           |
| Bolivia                      |        | BOL               | 1 098 581        | 11 138 234            | Sucre               | Español                  | Boliviano(Bs., BOB).                                      |           |
| Brasil                       |        | BRA               | 8 514 877        | 207 353 391           | Brasilia            | Portugués                | Real(R$, BRL).                                            |           |
| Chile                        |        | CHL               | 756 102          | 17 789 267            | Santiago            | Español                  | Peso chileno($, CLP).                                     |           |
| Colombia                     |        | COL               | 1 141 748        | 47 698 524            | Bogotá              | Español                  | Peso colombiano($, COP).                                  |           |
| Costa Rica                   |        | CRI               | 51 100           | 4 930 258             | San José            | Español                  | Colón(₡, CRC).                                            |           |
| Cuba                         |        | CUB               | 110 860          | 11 147 407            | La Habana           | Español                  | Peso cubano($, CUP), Peso cubano convertible ($, CUC).    |           |
| Dominica                     |        | DMA               | 751              | 73 897                | Roseau              | Inglés                   | Dólar del Caribe Oriental(EC$, XCD).                      |           |
| Ecuador                      |        | ECU               | 283 561          | 16 290 913            | Quito               | Español                  | Centavos de dólar de EcuadorDólar estadounidense($, USD). |           |
| El Salvador                  |        | SLV               | 21 041           | 6 172 011             | San Salvador        | Español                  | Dólar estadounidense($, USD).                             |           |
| Granada                      |        | GRD               | 344              | 111 724               | Saint George        | Inglés                   | Dólar del Caribe-Este(EC$, XCD).                          |           |
| Guatemala                    |        | GTM               | 108 889          | 15 460 732            | Ciudad de Guatemala | Español                  | Quetzal (moneda)(Q, GTQ).                                 |           |
| Guyana                       |        | GUY               | 214 969          | 737 718               | Georgetown          | Inglés                   | Dólar guyanés($,GYD).                                     |           |
| Haití                        |        | HTI               | 27 750           | 10 646 714            | Puerto Príncipe     | Francés Criollo haitiano | Gourde(G, HTG).                                           |           |
| Honduras                     |        | HND               | 112 492          | 9 038 741             | Tegucigalpa         | Español                  | Lempira(Lps, HNL).                                        |           |
| Jamaica                      |        | JAM               | 10 991           | 2 990 561             | Kingston            | Inglés                   | Dólar jamaiquino($, JMD).                                 |           |
| México                       |        | MEX               | 1 964 375        | 124 574 795           | Ciudad de México    | Español                  | Peso mexicano($, MXN).                                    |           |
| Nicaragua                    |        | NIC               | 130 370          | 6 025 951             | Managua             | Español                  | Córdoba(C$, NIO).                                         |           |
| Panamá                       |        | PAN               | 75 420           | 3 753 142             | Ciudad de Panamá    | Español                  | Balboa(฿, PAB) Dólar estadounidense ($, USD).             |           |
| Paraguay                     |        | PRY               | 406 752          | 6 943 739             | Asunción            | Español Guaraní          | Guaraní(₲, PYG).                                          |           |
| Perú                         |        | PER               | 1 285 216        | 31 036 656            | Lima                | Español                  | Sol(S/) (PEN).                                            |           |
| República Dominicana         |        | DOM               | 48 670           | 10 734 247            | Santo Domingo       | Español                  | Peso dominicano(RD$, DOP).                                |           |
| San Cristóbal y Nieves       |        | KNA               | 261              | 52 715                | Basseterre          | Inglés                   | Dólar del Caribe Oriental(EC$, XCD).                      |           |
| San Vicente y las Granadinas |        | VCT               | 389              | 102 089               | Kingstown           | Inglés                   | Dólar del Caribe Oriental(EC$, XCD).                      |           |
| Santa Lucía                  |        | LCA               | 616              | 164 994               | Castries            | Inglés                   | Dólar del Caribe Oriental(EC$, XCD).                      |           |
| Surinam                      |        | SUR               | 163 820          | 591 919               | Paramaribo          | Neerlandés               | Dólar surinamés($, SRD).                                  |           |
| Trinidad y Tobago            |        | TTO               | 5128             | 1 218 208             | Puerto España       | Inglés                   | Dólar trinitense(TT$, TTD).                               |           |
| Uruguay                      |        | URY               | 176 215          | 3 360 148             | Montevideo          | Español                  | Peso uruguayo($, UYU).                                    |           |
| Venezuela                    |        | VEN               | 916 445          | 31 304 016            | Caracas             | Español                  | Bolívar(Bs., VEF).                                        |           |

### Territorios dependientes
| Dependencia                               | Escudo | Superficie (km²) | Población (est. 2017) |                                        | Idiomas Oficiales     | Moneda                                                   | Estatus                                           | Ubicación |
| ----------------------------------------- | ------ | ---------------- | --------------------- | -------------------------------------- | --------------------- | -------------------------------------------------------- | ------------------------------------------------- | --------- |
| Anguila                                   |        | 91               | 17 087                | The Valley                             | Inglés                | Dólar del Caribe-Este(EC$, XCD).                         | Territorio Británico de Ultramar                  |           |
| Aruba                                     |        | 180              | 115 120               | Oranjestad                             | Neerlandés            | Florín arubeño(ƒ, AWG).                                  | Nación constitutiva de los Países Bajos           |           |
| Bonaire                                   |        | 288              | 18 905                | Kralendijk                             | Neerlandés Papiamento | Dólar estadounidense($, USD).                            | Municipio Especial de los Países Bajos            |           |
| Curazao                                   |        | 444              | 149 648               | Willemstad                             | Neerlandés Papiamento | Florín antillano neerlandés(ƒ, ANG).                     | Nación constitutiva de los Países Bajos           |           |
| Islas Caimán                              |        | 264              | 58 441                | George Town                            | Inglés                | Dólar de las Islas Caimán($, KYD)                        | Territorio Británico de Ultramar                  |           |
| Isla Clipperton                           |        | 6                | 0                     | -                                      | -                     | -                                                        | Posesión de Francia                               |           |
| Isla de Navaza                            |        | 5,4              | 0                     | -                                      | -                     | -                                                        | Islas Ultramarinas de Estados Unidos              |           |
| Islas Georgias del Sur y Sandwich del Sur |        | 3903             | 40                    | Punta Coronel Zelaya/King Edward Point | Inglés                | Libra malvinense(£, FKP).                                | Territorio Británico de Ultramar                  |           |
| Islas Malvinas                            |        | 12 173           | 2 931                 | Puerto Argentino/Stanley               | Inglés                | Libra malvinense(£, FKP)                                 | Territorio Británico de Ultramar                  |           |
| Islas Turcas y Caicos                     |        | 948              | 52 570                | Cockburn Town                          | Inglés                | Dólar estadounidense($, USD). dólar canadiense (C$, CAD) | Territorio Británico de Ultramar                  |           |
| Islas Vírgenes Británicas                 |        | 151              | 35 015                | Road Town                              | Inglés                | Dólar estadounidense($, USD).                            | Territorio Británico de Ultramar                  |           |
| Islas Vírgenes de los Estados Unidos      |        | 346              | 107 268               | Carlota Amalia                         | Inglés                | Dólar estadounidense($, USD).                            | Territorios no incorporados de los Estados Unidos |           |
| Montserrat                                |        | 102              | 5292                  | Plymouth (de iure) Brades (de facto)   | Inglés                | Dólar del Caribe Oriental(EC$, XCD)                      | Territorio Británico de Ultramar                  |           |
| Puerto Rico                               |        | 8870             | 3 351 827             | San Juan                               | Español Inglés        | Dólar estadounidense($, USD).                            | Estado Libre Asociado a Estados Unidos            |           |
| Saba                                      |        | 13               | 1424                  | The Bottom                             | Neerlandés Papiamento | Dólar estadounidense($, USD).                            | Municipio Especial de los Países Bajos            |           |
| San Bartolomé                             |        | 25               | 7148                  | Gustavia                               | Francés               | Euro(€, EUR).                                            | Colectividad de ultramar de Francia               |           |
| San Eustaquio                             |        | 21               | 3300                  | Oranjestad                             | Neerlandés Inglés     | Dólar estadounidense($, USD).                            | Municipio Especial de los Países Bajos            |           |
| San Martín                                |        | 34               | 42083                 | Philipsburg                            | Neerlandés            | Florín antillano neerlandés(ƒ, ANG)                      | Nación constitutiva de los Países Bajos           |           |
| San Martín                                |        | 53               | 32 125                | Marigot                                | Francés               | Euro(€, EUR).                                            | Colectividad de ultramar de Francia (RUP)         |           |
| San Pedro y Miquelón                      |        | 242              | 5 808                 | San Pedro                              | Francés               | Euro(€, EUR).                                            | Colectividad de ultramar de Francia (RUP)         |           |

### Territorios americanos integrados en estados no americanos
| Región Ultraperiférica | Escudo | Superficie (km²) | Población (est. 2017) | Capital        | Idiomas Oficiales | Moneda        | Estatus                                   | Ubicación |
| ---------------------- | ------ | ---------------- | --------------------- | -------------- | ----------------- | ------------- | ----------------------------------------- | --------- |
| Guadalupe              |        | 1706             | 403 314               | Basse-Terre    | Francés           | Euro(€, EUR). | Departamento de ultramar de Francia (RUP) |           |
| Guayana Francesa       |        | 91 000           | 259 109               | Cayena         | Francés           | Euro(€, EUR). | Departamento de ultramar de Francia (RUP) |           |
| Martinica              |        | 1100             | 413 417               | Fort-de-France | Francés           | Euro(€, EUR). | Departamento de ultramar de Francia (RUP) |           |